# Warao

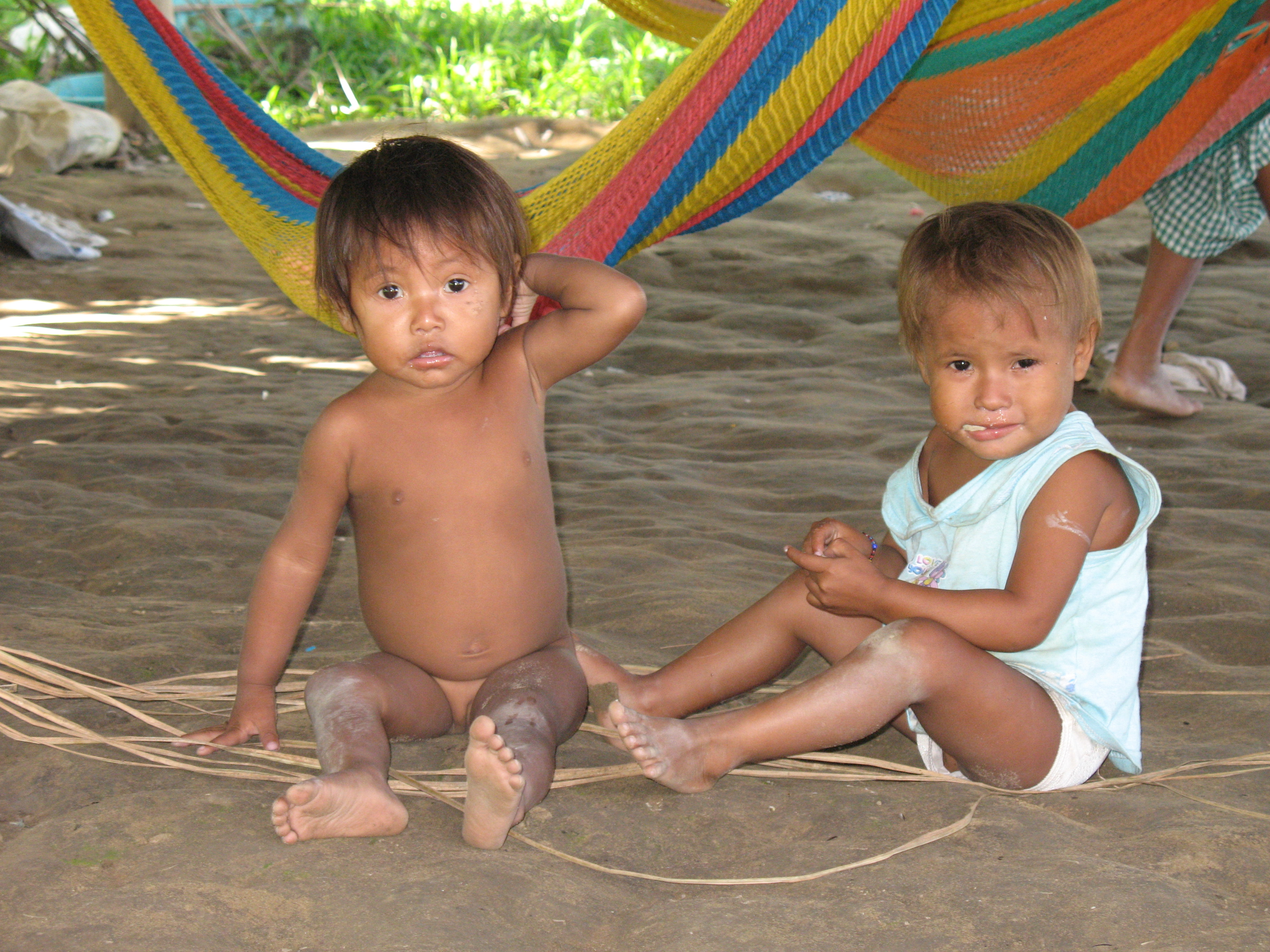
Warao-Kinder im Flussdelta des Orinoco in Venezuela

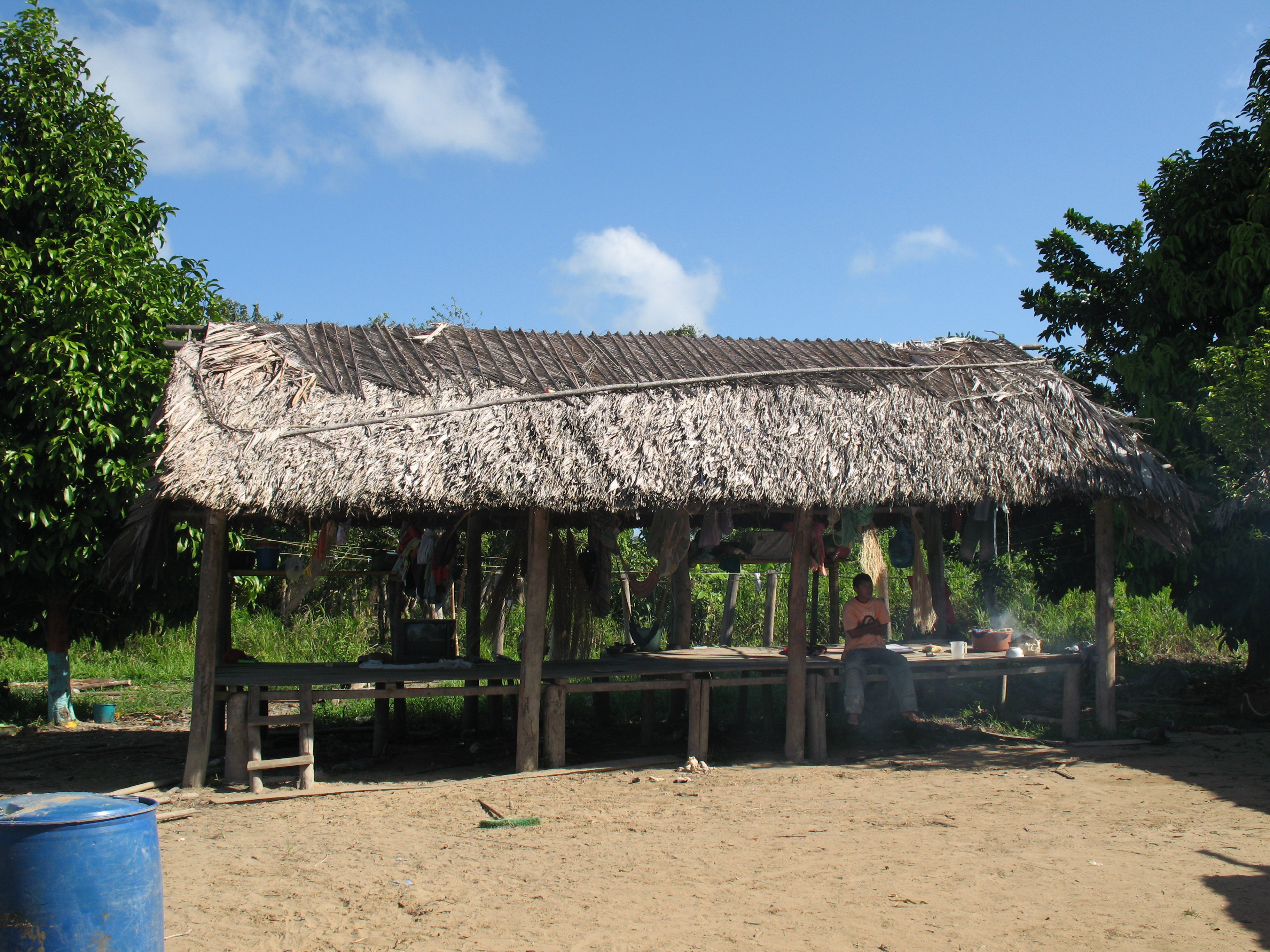
Warao-Haus im Flussdelta des Orinoco in Venezuela

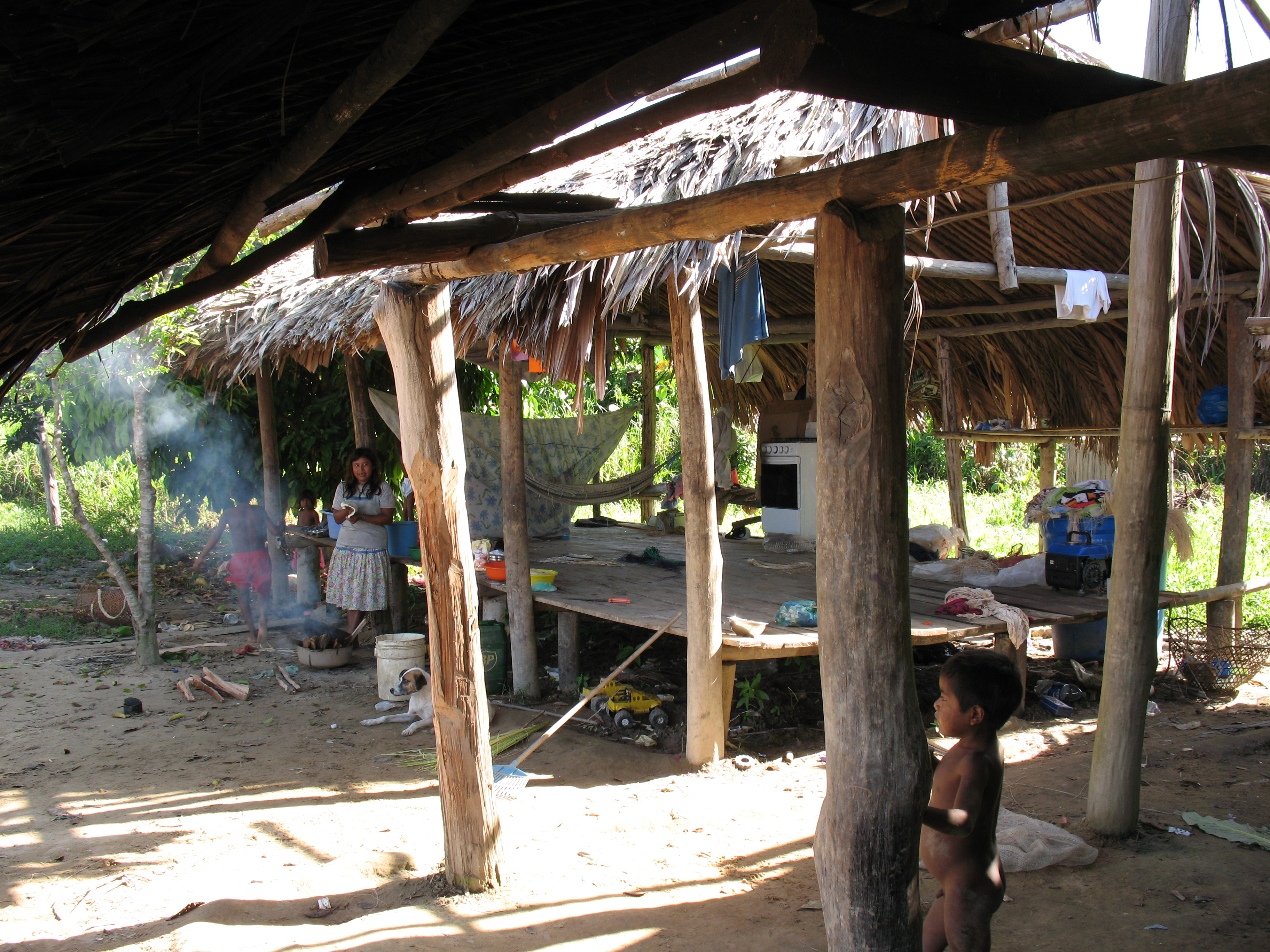
Warao Haus im Flussdelta des Orinoco in Venezuela

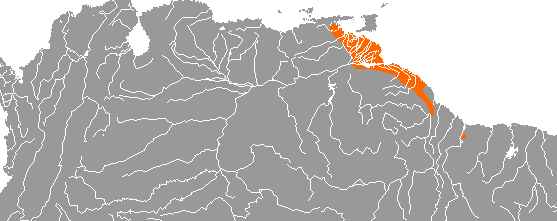
Ungefähres Verbreitungsgebiet der Warao-Sprache

Die Warao sind ein indigenes Volk in Südamerika, das in Venezuela im Flussdelta des Orinoco (gegenüber der Insel Trinidad) und den angrenzenden Gebieten lebt. Mit heute rund 30.000 Angehörigen sind sie die zweitgrößte indianische Ethnie in Venezuela und wurden nie besiegt oder kolonisiert. Da es im 40.000 km² großen Orinoco-Delta mit seinen unzähligen kleinen Inseln und Marschen keine Straßen gibt, wurde die Eigenbezeichnung „Warao“ von einigen europäischen Forschern als „Boots-Leute“ (wa (Boot)+ a- (Possessiv) + dao (Besitzer)) interpretiert. Allerdings scheint die Übersetzung „Marschlandbewohner“ (waja (Tiefland)+ a- (Possessiv) + dao (Besitzer)) plausibler. Sie bildet ein Gegensatzpaar mit „Jotarao“ (jota (Hochland) + arao), der Bezeichnung der Warao für ihre kreolischen Nachbarn.

## Siedlungen
Die Warao leben in kleinen Familienverbänden in rund 250 versprengten Siedlungen, vorwiegend am Fluss Caño Güiniquina. Wegen des sumpfigen Untergrunds und der regelmäßigen Überschwemmungen im Mangrovenwald des Amazonasdeltas bestehen ihre kleinen Dörfer zumeist aus halboffenen hölzernen Pfahlbauten auf den trockeneren, offenen und palmenbestandenen Flächen, die für den Anbau von Nutzpflanzen tauglich sind. Nur wenige Warao leben in den Kleinstädten Tucupita und Barrancas. Etwa 1000 Warao leben im Nachbarstaat Guyana.

## Sprache
Weisshar befand die agglutinierende Warao-Sprache als mit keiner anderen Sprache der Region verwandt und klassifizierte sie damit als „isolierte“, eigene Sprache. Die Warao sind wie alle Kulturen des südamerikanischen Tieflandes eine mündliche Kultur. Für die von den spanischen Missionaren, westlichen Forschern und dem venezolanischen Staat entwickelte Umschriften haben sie bisher kein großes Interesse gezeigt. Stattdessen verfügen sie über eine sehr reichhaltige mündliche Erzählkunst (mündliche Literatur) mit verschiedenen Sprachstilen und Genres sowie über eine schamanische Geheimsprache.

## Geschichte
Da es keine archäologischen Überreste und keine Warao-Schrift gibt, ist wenig über die Geschichte der Warao bekannt. Da einige Mythen von Zeiten erzählen, in denen die Insel Trinidad noch mit dem Festland verbunden war, siedeln sie wohl seit mindestens 9.000 Jahren im Orinoco-Delta. Die Warao wurden in ihrem Lebensraum immer wieder von kriegerischen Kariben und Arawak zum Rückzug ins sumpfige Hinterland gezwungen. Erst seit diese Gruppen verschwunden sind und die Warao von den spanischen Kapuziner Missionaren dazu ermuntert wurden, in größere Dörfer zu ziehen, siedeln sie nun hauptsächlich entlang größeren Flüssen.
Nach dem Scheitern der kolonialen Missionen kamen die von den Unabhängigkeitskriegen vertriebenen Kapuziner-Missionare 1922 zurück und siedelten nun direkt bei den Warao im Delta. Sie wurden vom venezolanischen Staat zur Sicherungen der Grenzen eingesetzt. Ihre Aufgabe lautete die Warao zu „zivilisieren“ und anzusiedeln („reducir y civilizar“), das heißt, sie zu Ackerbauern, Christen und venezolanischen Staatsbürgern umzuerziehen. Tatsächlich haben heute vor allem die Warao in der Gegend der großen Missionsstationen ihre traditionelle Wirtschaftsweise weitgehend aufgegeben. Heute unterscheiden sich die Warao äußerlich nicht von den übrigen Venezolanern. Vor allem wenn sie die Städte besuchen legen sie großen Wert auf makellose Kleidung, um nicht als „Hinterwäldler“ unangenehm aufzufallen. Ein großer Teil der Warao ist katholisch getauft. Die Messen der christlichen Missionare im Delta werden der „schönen Gesänge“ wegen auch von ungetauften Warao besucht.

## Sozialstruktur
Die Warao sind eine matrilokale Gesellschaft, das heißt, der Mann zieht nach der Heirat zur Familie der Frau. Die Geburt einer Tochter wurde traditionell als wichtiger angesehen als die eines Sohnes, da sie es ist, die Schwiegersöhne und damit Arbeitskraft in den Haushalt der Eltern bringt. Traditionell musste der junge Mann ein Jahr lang für die Schwiegereltern arbeiten. Er musste ein Haus bauen, einen Einbaum anfertigen und einen Gemüsegarten anlegen. Fand er dabei nicht das Wohlwollen der Eltern der Frau, konnten diese ihre Tochter dazu drängen, den Mann wieder zu verlassen. Während der Ehe bringt der Mann den Ertrag seiner Tätigkeiten (vor allem Fischfang) in den Haushalt der Schwiegereltern ein. Ein Recht auf das Haus und die Gärten oder die Kinder hat er nicht. Bei einer Trennung verbleibt der ganze Besitz bei der Frau. Auch das Vererben von Besitz und Rechten geschieht matrilinear, also von der Mutter auf die Töchter, zumeist auf die jüngste Tochter. Heute hat sich diese Struktur allerdings gewandelt, da die jungen Männer durch Lohnarbeit früh unabhängig werden können, denn Geld müssen sie nicht bei ihren Schwiegereltern abliefern.
Insgesamt verbleiben die Frauen ihr Leben lang in ihrem Familienverband und bilden die Grundlage der Gesellschaft. Die Heiratsregeln sind exogam, das heißt ein Ehepartner musste idealerweise aus einem anderen Dorf kommen. Er darf nicht direkt verwandt sein. In großen Siedlungen kann auch ein geeigneter Partner im Dorf gefunden werden. Bei einigen Untergruppen darf auch die Cousine/der Cousin geheiratet werden.
In der ethnologischen Literatur wird von Ältestenräten der alten Männer, meist Schamanen, berichtet, die Streitigkeiten schlichteten und unter Umständen Strafen verhängten. Daneben haben die Frauen eine wichtige moralische Funktion, indem sie bei Streitigkeiten Kommentare laut aussprechen und in ihren Klagegesängen für tote Verwandte offen gesellschaftliche Kritik üben.
Eine übergeordnete Organisationsstruktur für mehrere Warao-Unterstämme gab es nicht. Sie kamen aber im Zuge bestimmter Rituale zusammen. Hier fanden dann auch rituelle Kämpfe mit Schildern aus dem Stängel des Blattes der Moriche-Palme statt. Kriegerische Auseinandersetzungen zwischen Warao-Dörfern sind nicht bekannt. Insgesamt wurden Konflikte eher gemeinschaftlich gelöst oder aber eine der Konfliktparteien zog weg. Aggressives Verhalten untereinander ist, außer unter Alkoholeinfluss, selten und beschränkt sich auf laute Streitgespräche.
Bünde oder Geheimgesellschaften gibt es weder bei Frauen noch bei Männern. Allerdings ist das schamanische Wissen exklusiv. Es wird von erwachsenen Männern und Frauen nach der Menopause erlernt. Die Männer konsultieren dazu einen Lehrer, den sie bezahlen und dem sie zu bestimmten Diensten verpflichtet sind. Frauen lernen ihr Wissen schon oft vor der Menopause, indem sie etwa ihrem Mann bei den schamanischen Heilsitzungen assistieren.
Die Kapuziner führten einige politische Ämter ein, wie etwa capitan, einen männlichen Dorfvorsteher, der meist der einflussreichste Schamane des Dorfes war. So vertraten nach außen hin vor allem Männer die Gemeinschaft. Dennoch ist die Warao-Gesellschaft bis heute in ihrem Inneren egalitär aufgebaut und richtete sich laut Kalka nach dem Prinzip deko (beide). An allen wichtigen wirtschaftlichen und rituellen Verrichtungen sind Frauen und Männer gleichermaßen beteiligt.
Die Kinder wachsen zusammen mit ihren Geschwistern und Cousins auf und werden von diesen und ihren Müttern betreut. Vor allem die Mädchen erfahren früh ihre Wichtigkeit innerhalb der matrilokalen Dorfstruktur. Die Jungen erhalten ihre Ausbildung in männlichen Tätigkeiten wie dem Hausbau und Einbaumbau vorwiegend vom Schwiegervater.

## Wirtschaftsweise
Die traditionellen Grundlagen der Warao-Wirtschaft sind:
1. Fischfang mit Angeln und Harpunen in den zahlreichen Wasserläufen des Deltas und Krebsfang mit geflochtenen Körben,
2. Jagd mit langen Blasrohren auf den unzähligen kleinen Inseln,
3. Sammeln sowie Brandrodungsfeldbau auf kleinen Flächen, vor allem Maniok, Wasserbrotwurzel (Taro) und Okumo-Knolle (Tannia),
4. Nutzung der Moriche-Palme (Mauritia flexuosa), von ihnen respektvoll "Lebensbaum" genannt.

Die Warao verarbeiten ausschließlich pflanzliche Rohstoffe, Keramik kennen sie nicht, Metalle und Minerale sind in der sumpfigen Delta-Landschaft nicht zu finden. Auch ausgiebiger Ackerbau oder Viehhaltung ist wegen Sturmfluten und jährlichen Überschwemmungen nicht möglich.
Vor allem die Moriche-Palme liefert den Warao Materialien für das Herstellen von Einbaum-Kanus, Bastseilen und -schnüren, Hängematten, Körben, Pfeilen usw. Die braunen Früchte und das Palmherz dienen der Ernährung, der Palmenstamm wird angezapft, um Saft und dann durch Gärung Palmwein zu gewinnen. Ähnlich wie bei der asiatischen Sagopalme, wird das Mark des Stammes nach dem Fällen und einem aufwendigen Auswaschen der Palmstärke als Sago-Mehl zur Herstellung von Brot verwendet. Nach dem Aushöhlen wird der Palmstamm zum Verrotten zurückgelassen. Nach einiger Zeit werden dann proteinreiche Käfer-Larven geerntet, die sich in dem Stamm entwickeln und als große Leckerbissen angesehen werden. Die Blattwedeln der Moriche-Palme werden auch zum Dachdecken benutzt. Ein Mann braucht 3 Wochen vom Baumschlag bis zu einem fertig ausgehöhlten und feuergehärteten Kanu. Die 3-monatige Erntezeit von Moriche-Palmen wird von zahlreichen rituellen Festen begleitet.
Grundsätzlich besteht bei den Warao eine strikte Arbeitsteilung zwischen Frauen und Männern, auch wenn sie in gemeinsamen Gruppen arbeiten, um z. B. in den jährlichen Trockenperioden Moriche-Palmen in den zum Teil entfernten Palmenwäldern zu fällen und zu verwerten.
Geld benutzen die Warao untereinander kaum, stattdessen pflegen sie gegenseitige Hilfs- und Tauschbeziehungen. Erst nach der Errichtung einiger Sägewerke und Palmherz-Fabriken im Deltagebiet mit geringfügigen Verdienstmöglichkeiten hielt Geld Einzug bei den Warao. Sie kaufen damit in Tucupita und Barrancas vor allem Mais, Mehl, Reis, Nudeln, Zucker und Benzin für ihre motorbetriebenen Einbaum-Kanus. Bei einigen Warao besteht die Gepflogenheit, für einige Wochen in den benachbarten Kleinstädten erfolgreich um Geld zu betteln. Für ihre zeitweilige Unterkunft wurden von Regierungsseite Casa Indígenas errichtet.
Das Deltagebiet wird zunehmend touristisch erschlossen. Die Warao nutzen ihre handwerklichen Fähigkeiten, um Tiere aus Balsaholz zu schnitzen, Ketten aus Fruchtkernen herzustellen und stabile Korbwaren und Hängematten zu flechten, die sie an Touristen verkaufen.

## Kultur und Religion
Die Warao sehen die Natur prinzipiell als belebt an. Wie andere indianische Kulturen des südamerikanischen Tieflandes sind für sie Menschen, Tiere, Geister und sogar Pflanzen in der mythologischen Zeit „Personen“, eine der Grundbedeutungen des Wortes „Warao“. All diese Wesen können sprechen und sich auch untereinander geschlechtlich vereinigen. Laut Mythologie der Warao entstehen alle Wesen auf der Grundlage des Menschen durch Verwandlung (Transformation). Diese grundlegende menschliche Form bleibt unter der oberflächlichen „Verkleidung“ und den nichtmenschlichen Verhaltensweisen der Tiere und Pflanzen bestehen. Daher kann man auch heute noch im tiefen Wald diesen mythologischen Urzeitwesen begegnen, was allerdings krankmacht und den Tod bringen kann. Geister sind aber auch unglaublich dumm, weshalb sie ein gerissener Warao durchaus auch an der Nase herumführen kann.
Schamanen sind aufgrund ihres Geheimwissens in der Lage, mit den Tieren und Geistern zu sprechen und Letztere für ihre Zwecke einzusetzen, etwa als Hilfsgeister bei der Heilung. Die Schamanen wirken damit als Bindeglied zwischen der übernatürlichen und der alltäglichen Welt. Sie sind bestrebt, das Gleichgewicht zwischen den Menschen und ihrer Umwelt aufrechtzuerhalten und streben nach Hermonie im Kosmos. Laut dem kosmischen Weltbild der Warao ist die Welt gänzlich von Wasser umgeben, mittendrin befindet sich eine Landmasse, auf der sie leben. In allen vier Himmelsrichtungen befinden sich an den Enden ihrer Welt heilige Felsen und Säulen, auf denen Götter wohnen.
In der Religion der Warao spielt vor allem der Ahnengeist „unser Großvater“ (kanobo) eine wichtige Rolle. Ein bestimmter Schamane, der als „Vater des Ahnengeistes“ auftritt (kanobo arima), richtete früher jährlich ein großes Fest aus (Nahanamu), bei dem der kanobo Palmstärke und Tabakrauch erhielt, um ihn gewogen zu halten. Insgesamt kennen die Warao drei Typen von Schamanen: Wisiratu, Bahanarotu und Hoarotu. Die Wisiratu-Schamanen benutzen bei ihren Zeremonien das Hebu Mataro, eine rituelle Rassel aus Kürbis, die mit heiligen Steinchen gefüllt ist. Bei wichtigen religiösen Ritualen oder in den Heil- und Schadensgesängen wird von den Schamanen eine rituelle Geheimsprache benutzt.
Neben der schamanischen Medizin kennen die Warao auch eine Naturmedizin, die auf örtlichen Heilpflanzen beruht. Sie ist der Zuständigkeitsbereich der Frauen und wird von den Müttern an die Töchter weitergegeben. Nicht alle „Krankheiten“ haben übernatürliche Ursachen. Der Tod allerdings wird fast immer als ein übernatürlicher Angriff eines feindlichen Schamanen interpretiert. Heute nehmen die Warao natürlich auch die staatlichen medizinischen Infrastruktur in Anspruch. Meist jedoch erst, nachdem alle Warao-Schamanen und Heiler versagt haben.

## Probleme und Ausblick
Der Lebensraum der Warao im Orinoco-Delta wird von mehreren modernen Einflüssen bedroht:
- Die Zunahme industrieller Fischerei vor dem Delta reduziert das Fischaufkommen in den Hunderten von Flussläufen. Fangrechte werden von der venezolanischen Regierung an ausländische Firmen verkauft, ohne die Interessen der Warao zu berücksichtigen.
- Sägewerke im Regenwald gefährden nicht nur nachhaltig den Baumbestand, sondern bewirken auch eine kulturelle Entfremdung der beschäftigten Tagelöhner (1,50 Euro/Tag), die zum Teil der Verführungskraft von Konsumgütern erliegen und sich sogar verschulden. Allerdings wird der Holzschlag von Regierungsseite eingeschränkt.
- Eine ähnliche Wirkung haben Palmherz-Fabriken, für die Tausende von Manaca-Palmen (Euterpe oleracea) gefällt werden. Pro Baum wird ausschließlich ein etwa 1 Meter langes „Palmito“ verwertet, das dann in Dosen gefüllt als exotische Delikatesse bis nach Europa exportiert wird. Der Rest der gefällten Palme wird nicht verwertet.
- Bohrtrupps suchen nach Öl, das auch unter dem Deltagebiet reichlich lagert, und bewirken sowohl Verfremdung wie auch mögliche Umweltverschmutzungen. Venezuela ist einer der drei größten Erdöllieferanten der USA, der Erdölexport macht die Hälfte der Staatseinnahmen aus.
- Missionare der New Tribes Mission (eine evangelistische Mission aus den USA) betreiben Erwachsenenalphabethisierung als Grundlage zum Bibelstudium. Bildungsinteressierten Warao bleibt oft keine andere Wahl, als sich einer solchen Religionsgemeinschaft anzuschließen. Allerdings wurden diese Gruppen jüngst von Chávez des Landes verwiesen.
- Die Infektionskrankheit Tuberkulose breitet sich im Orinoco-Delta aus, die medizinische Versorgung der versprengten Warao-Siedlungen ist mangelhaft.
- Verstärkt hält der Tourismus Einzug im Warao-Gebiet, mit all seinen bekannten Vor- und Nachteilen.
- Die Warao, die in den Kleinstädten Tucupita und Barrancas landen, leben zumeist zwischen Plastik und Müll in Slums und verlieren schnell ihre Identität. Eine Rückkehr in die traditionellen Dörfer ziehen diese Warao nicht mehr in Erwägung.

Die Warao-Bevölkerung hat sich, nicht zuletzt wegen einer verbesserten medizinischen Versorgung, in den letzten Jahrzehnten mehr als verdreifacht. Seitens des Staates wird versucht, ihnen in einigen kleinen Schulen zumindest eine Grundbildung und die Beherrschung der spanischen Sprache zu vermitteln. Die Warao-Indianer betreiben eine langsame Anpassung an die „westliche“ Kultur und halten an ihrem Brauchtum fest. Sie haben im Ganzen gesehen gute Überlebenschancen. Verschiedene Hilfsprojekte, u. a. von Adveniat und „Lebensraum Regenwald“, bemühen sich um eine sinnvolle Unterstützung dabei.
Im August 2008 sind mindestens 38 Indianer bei einer von Vampir-Fledermäusen verursachten Tollwut-Epidemie ums Leben gekommen.

## Dokumentarfilme
- 2012: Peter Menzel: Venezuela – Orinoco Delta – Warao Siedlung auf YouTube Eigenproduktion, Deutschland 2012 (9 Minuten).
- 2009: Peter Menzel: Venezuela: Orinoco-Delta – Warao (Teil 1/6) auf YouTube Eigenproduktion, Deutschland 2009 (9 Minuten; Show, 7 Teile: 31 Minuten).
- 2000: Paul Henley, Dieter Heinen: The legacy of Antonio Lorenzano. Granada Centre for Visual Anthropology, University of Manchester, Großbritannien 2000 (46 Minuten; Englisch, Spanisch, Warao-Sprache, englische Untertitel; Infos vom Autor in der Google-Buchsuche).
- 1997: Gernot Schley: Die Macht der Warao-Frauen – Wie ein Indianervolk überlebt (auch: Warao, Volk der starken Frauen). Bayerischer Rundfunk & Adveniat, Deutschland 1997 (44 Minuten).
- 1975: Jorge Preloran, Johannes Wilbert: Los Warao. Argentinien 1975 (spanisch).